# فان بيوسكوم
فان بيوسكوم هو حارس مرمى كرة قدم إندونيسي سابق، شارك مع منتخب الهند الشرقية الهولندية في كأس العالم 1938.